# История почты и почтовых марок протектората Бечуаналенд
История почты и почтовых марок протектората Бечуаналенд описывает развитие почтовой связи в этом бывшем британском протекторате на юге Африки, который существовал с 1885 года до провозглашения в 1966 году на его территории независимого государства Ботсвана. Для почтовых нужд протектората Бечуаналенд с 1888 года эмитировались почтовые марки.

## Выпуски почтовых марок

### Первые марки
Первые почтовые марки протектората Бечуаналенд появились в 1888 году путём надпечатки на почтовых марках Британского Бечуаналенда (некоторые были надпечатками на почтовых марках Великобритании, а некоторые были выпущены специально для этой колонии) со словом англ. «Protectorate» («Протекторат»).

### Последующие надпечатки
В 1889 году на полупенсовой почтовой марке Мыса Доброй Надежды был надпечатан текст «Bechuanaland / Protectorate» («Бечуаналенд / Протекторат»).

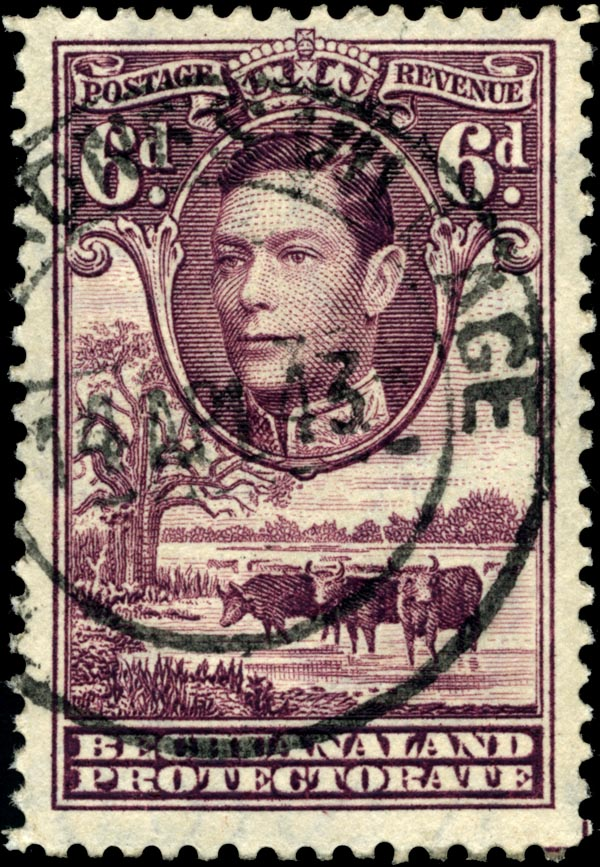
Георг VI на марке номиналом в 6 пенсов 1938 года, погашенной в 1943 году в Габероне-Виллидж

С 1897 по 1925 год ещё на нескольких британских почтовых марках были сделаны надпечатки названия протектората различного вида[≡]. В 1910 году также была сделана надпечатка на почтовой марке Трансвааля номиналом в 6 пенсов, хотя она была предназначена для фискальных целей, известны примеры её использования в почтовых целях (то есть в качестве почтово-гербовой марки).

### Выпуски Георга V
Первые почтовые марки оригинального рисунка с надписью «Bechuanaland Protectorate» («Протекторат Бечуаналенд») появились в 1932 году. Марки всех 12 номиналов, от ½ пенни до 10 шиллингов, имели одинаковый рисунок: стадо коров рядом с баобабом, с портретом короля Георга V в верхней части. В 1935 году производился «Серебряный юбилейный выпуск» — в честь 25-летия правления Георга V.

### Выпуски Георга VI
В 1937 году в обращении появился коронационный выпуск, а в 1938 году стандартная серия с королём Георгом VI пришла на смену серии 1932 года с портретом его отца.
В 1945 году «Мирный выпуск» протектората был осуществлён посредством надпечатки «Bechuanaland» («Бечуаналенд») на аналогичных марках Южно-Африканского Союза. В дальнейшем были эмитированы почтовые марки, посвящённые королевскому визиту в Южную Африку в 1947 году, а также обычные омнибусные выпуски того периода.

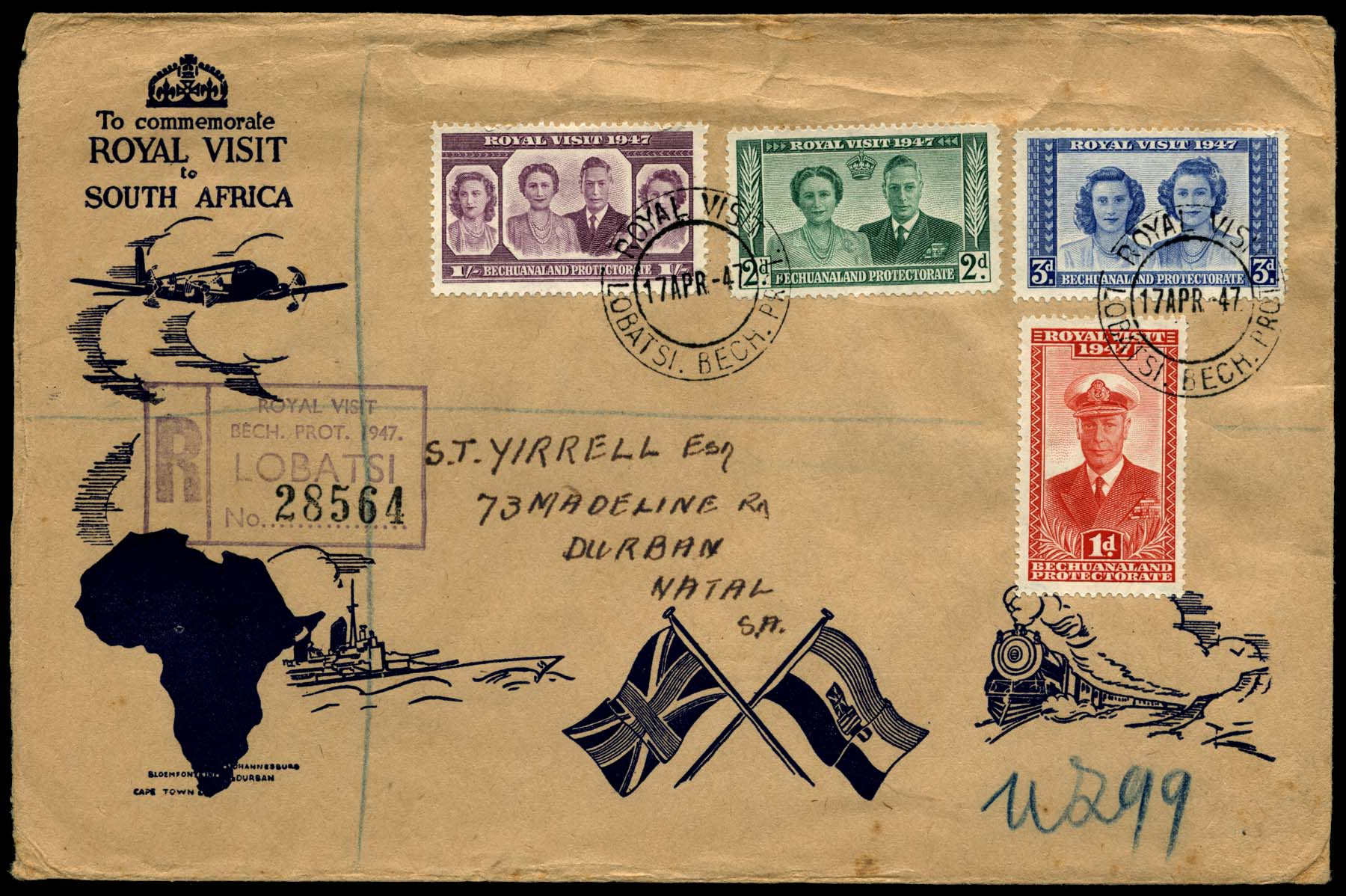
Художественный конверт с коммеморативными марками протектората Бечуаналенд, специальным гашением и специальным штампом заказного письма в честь королевского визита в Южную Африку (1947)

### Выпуски Елизаветы II
Королева Елизавета II заменила своего отца на стандартной серии 1955 года, при этом остальной рисунок марки соответствовал предыдущим стандартным выпускам.

Ранние марки эпохи королевы Елизаветы II
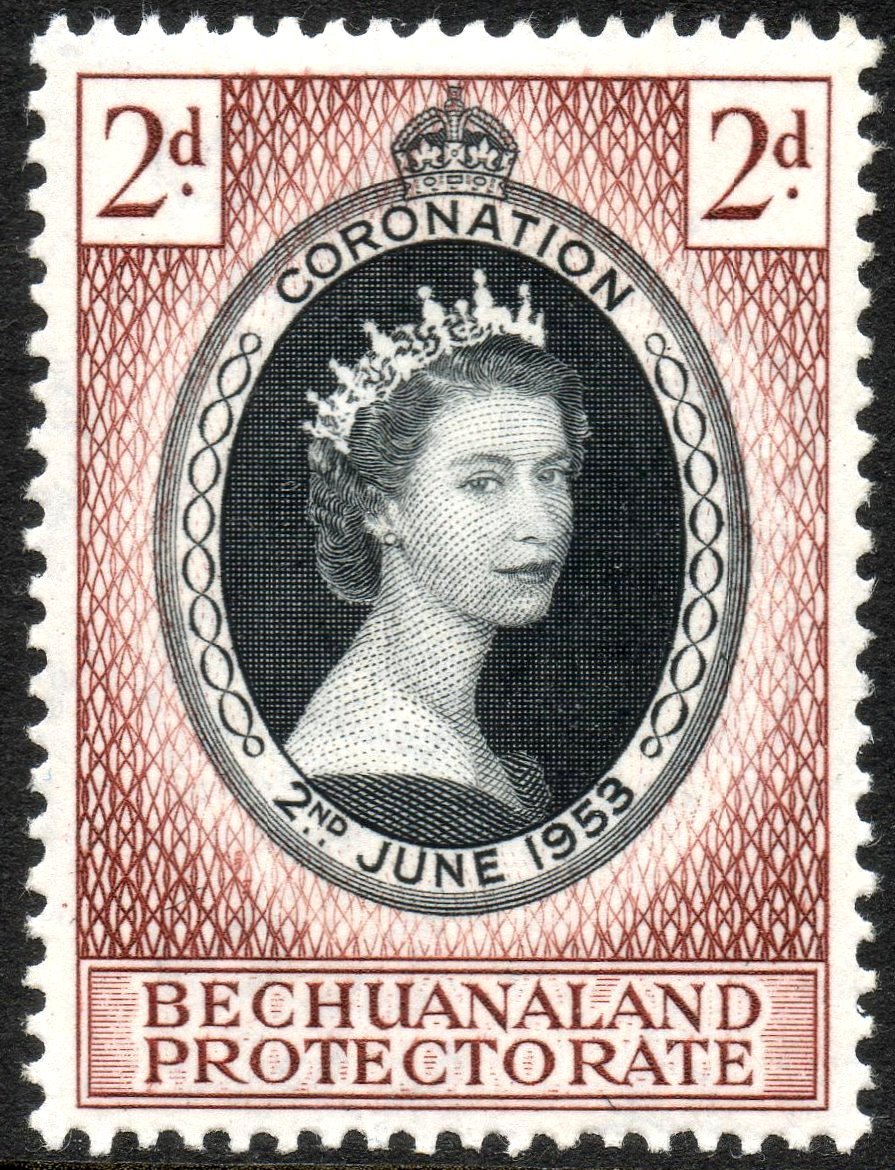
1953: номинал в 2 пенса. Коронационная почтовая марка
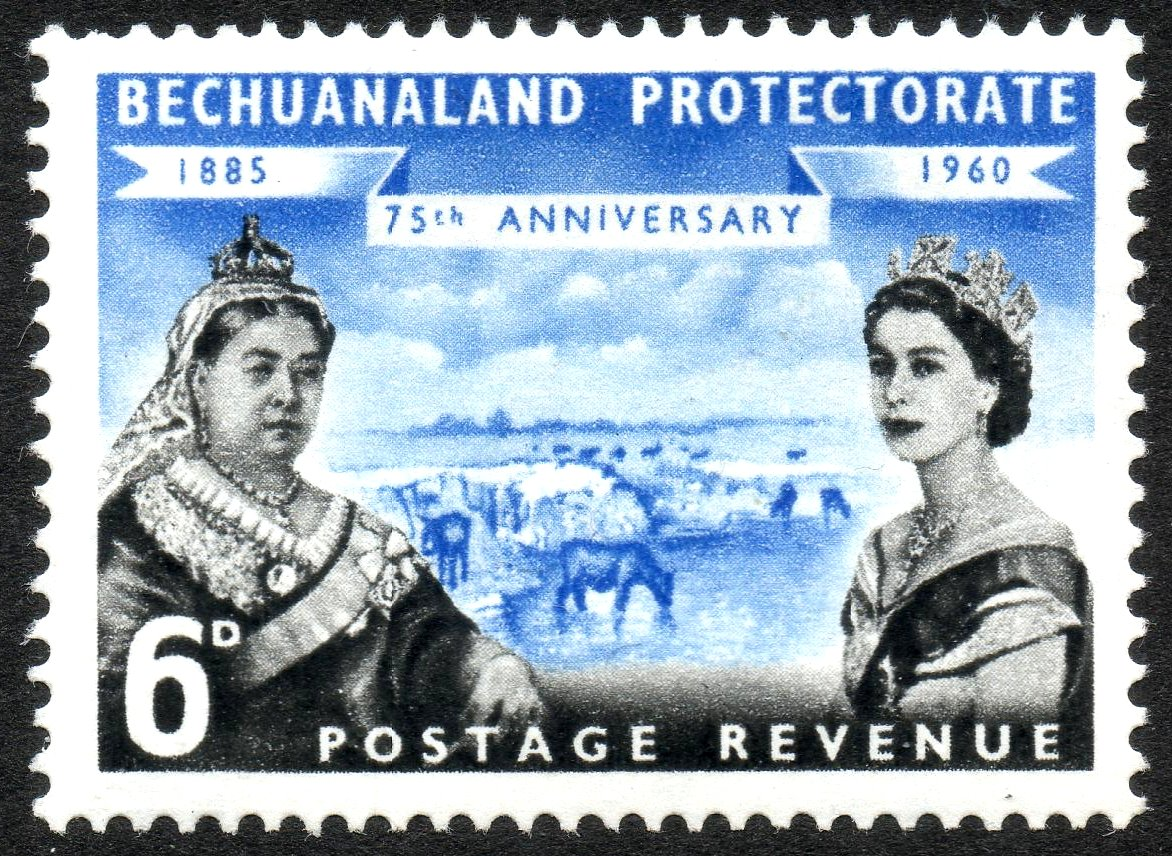
1960: номинал в 6 пенсов. Из серии к 75-летию протектората[^]

Три почтовые марки в 1960 году отметили 75-летие протектората[≡]. Затем в 1961 году Бечуаналенд перешёл на Южноафриканский рэнд, что вызвало появление надпечаток новых тарифов на имеющихся стандартных марках в феврале, с последующим появлением новой стандартной серии в октябре, в основном, с изображениями птиц, при этом на некоторых марках были изображены работающие люди.
Стандартные омнибусные выпуски Британского Содружества поступали в обращение вплоть до обретения страной своей независимости. Кроме того, 1 июня 1966 года издавались марки в честь 25-летия полка «Bechuanaland Pioneers and Gunners».

### Независимость
С 30 сентября 1966 года протекторат Бечуаналенд стал Республикой Ботсвана, и с тех пор на почтовых марках этого государства ставится надпись «Botswana» («Ботсвана»).

## Прочее
- Концессионная территория Тати[англ.], первоначально входившая в состав королевства Матабелеленд и позднее присоединённая к протекторату Бечуаналенд, издавала фискальные марки в 1890-е годы.
- Стеллаланд, отделившаяся от Бечуаналенда бурская республика, выпускала собственные почтовые марки.